# Liste der Kulturdenkmäler in Heisebeck
Die folgende Liste enthält die in der Denkmaltopographie ausgewiesenen Kulturdenkmäler auf dem Gebiet des Ortsteils Heisebeck der Gemeinde Wesertal, Landkreis Kassel, Hessen.
Hinweis: Die Reihenfolge der Denkmäler in dieser Liste orientiert sich an der Anschrift, alternativ ist sie auch nach der Bezeichnung oder der Bauzeit sortierbar.
Kulturdenkmäler werden fortlaufend im Denkmalverzeichnis des Landes Hessen durch das Landesamt für Denkmalpflege Hessen auf Basis des Hessischen Denkmalschutzgesetzes (HDSchG) geführt. Die Schutzwürdigkeit eines Kulturdenkmals hängt nicht von der Eintragung in das Denkmalverzeichnis des Landes Hessen oder der Veröffentlichung in der Denkmaltopographie ab.

## Heisebeck
| Bild                     | Bezeichnung                                      | Lage                     | Beschreibung | Bauzeit | Daten |
| ------------------------ | ------------------------------------------------ | ------------------------ | ------------ | ------- | ----- |
| Bild gesucht BW          | Backhaus                                         | Arenborner Straße 4 Lage |              |         |       |
| Bild gesucht BW          | Einhaus Auf den Raten 4                          | Auf den Raten 4 Lage     |              |         |       |
| Bild gesucht BW          | Wohnhaus Auf dem Bracken 7                       | Auf dem Bracken 7 Lage   |              |         |       |
| Evangelische Pfarrkirche | Evangelische Pfarrkirche                         | Eckenstraße 1 Lage       |              |         |       |
| Bild gesucht BW          | Schule                                           | Eckenstraße 2 Lage       |              |         |       |
| Bild gesucht BW          | Gebäudegruppe Eckenstraße 3                      | Eckenstraße 3 Lage       |              |         |       |
| Bild gesucht BW          | Fachwerkhaus Eckenstraße 4                       | Eckenstraße 4 Lage       |              |         |       |
| Bild gesucht BW          | Einhaus Eckenstraße 8                            | Eckenstraße 8 Lage       |              |         |       |
| Bild gesucht BW          | Fachwerkhaus Zum Frankenholz 2                   | Zum Frankenholz 2 Lage   |              |         |       |
| Bild gesucht BW          | Flurtennenhaus Zum Frankenholz 9                 | Zum Frankenholz 9 Lage   |              |         |       |
| Bild gesucht BW          | Hauptgebäude eines Bauernhofs Zum Frankenholz 10 | Zum Frankenholz 10 Lage  |              |         |       |
| Bild gesucht BW          | Gebäudegruppe Zum Frankenholz 13                 | Zum Frankenholz 13 Lage  |              |         |       |